# Écromagny
Écromagny település Franciaországban, Haute-Saône megyében. Lakosainak száma 150 fő (2022. január 1.). Écromagny La Voivre, Faucogney-et-la-Mer, La Lanterne-et-les-Armonts, Mélisey és Ternuay-Melay-et-Saint-Hilaire községekkel határos.

## Népesség
A település népességének változása:
| Lakosok száma | 152  | 153  | 161  | 158  | 157  | 154  | 152  | 151  | 150  |
|               | 2013 | 2015 | 2016 | 2017 | 2018 | 2019 | 2020 | 2021 | 2022 |